# Fotbalová reprezentace Guiney-Bissau
Fotbalová reprezentace Guiney-Bissau reprezentuje Guineu-Bissau na mezinárodních fotbalových akcích, jako je mistrovství světa nebo Africký pohár národů. Tým byl dříve znám jako Portugalská Guinea.
Historickým úspěchem týmu je postup na závěrečný turnaj Afrického poháru národů 2017, když v kvalifikační skupině vyřadil Zambii, Konžskou republiku a Keňu. Guinea-Bissau také získala druhé místo na Poháru Amílcara Cabrala v roce 1983.

## Mistrovství světa
| Rok    | Účast                                           | Soupisky |
| ------ | ----------------------------------------------- | -------- |
| 1954   | Bez účasti                                      |          |
| 1958   | Bez účasti                                      |          |
| 1962   | Bez účasti                                      |          |
| 1966   | Bez účasti                                      |          |
| 1970   | Bez účasti                                      |          |
| 1974   | Bez účasti                                      |          |
| 1978   | Bez účasti                                      |          |
| 1982   | Bez účasti                                      |          |
| 1986   | Bez účasti                                      |          |
| 1990   | Bez účasti                                      |          |
| 1994   | Bez účasti                                      |          |
| 1998   | Nepostoupili z kvalifikace                      |          |
| 2002   | Nepostoupili z kvalifikace                      |          |
| 2006   | Nepostoupili z kvalifikace                      |          |
| 2010   | Nepostoupili z kvalifikace                      |          |
| 2014   | Nepostoupili z kvalifikace                      |          |
| 2018   | Nepostoupili z kvalifikace                      |          |
| Celkem | Účast – 0× Zlato – 0×, Stříbro – 0×, Bronz – 0× |          |